# Penkridge
Penkridge is een civil parish in het bestuurlijke gebied South Staffordshire, in het Engelse graafschap Staffordshire met 7.000 inwoners.